# Station Kokotek
Station Kokotek is een spoorwegstation in de Poolse plaats Lubliniec.